# Alexander Wolf
Alexander Wolf, född 21 december 1978 i Schmalkalden i Thüringen i dåvarande Östtyskland, är en tysk före detta skidskytt. Han är polis till yrket.

## Meriter

### Världscup
- 2006/07
  - Lahtis, distans: 3:a
  - Pokljuka, jaktstart: 2:a
  - Pokljuka, sprint: 1:a
  - Ruhpolding, stafett: 3:a
- 2005/06
  - Ruhpolding, stafett: 1:a
  - Oberhof, sprint: 2:a
  - Oberhof, stafett: 1:a
  - Osrblie, jaktstart: 2:a
  - Osrblie, sprint: 1:a
  - Osrblie, distans: 9:a
  - Hochfilzen, stafett: 1:a
  - Hochfilzen, sprint: 4:a
  - Hochfilzen, distans: 4:a
- 2004/05
  - San Sicario, stafett: 2:a
  - Ruhpolding, stafett: 2:a
  - Oberhof, jaktstart: 3:a
- 2003/04
  - Oslo, sprint: 9:a
  - Oslo, jaktstart: 6:a
- 2002/03
  - Lahtis, jaktstart: 1:a
  - Lahtis, sprint: 9:a
- 2001/02
  - Osrblie, masstart: 2:a
  - Osrblie, sprint: 8:a

### Tysk mästerskap
- 2005: mästare i masstart